# 佩爾瓦南鰍
佩爾瓦南鰍（學名：Schistura pervagata）為輻鰭魚綱鯉形目條鰍科南鰍屬的其中一種。分布於亞洲寮國及越南湄公河流域，本魚體延長，口下位，上唇無缺口，下唇中央具一缺刻，具觸鬚3對，頭頂有蟲紋，身體有8-13條橫帶, 與比間隙寬，形狀不規則，尾柄部有一黑色橫帶，背鰭基底前面地有黑色的斑點, 伴隨著一個灰白的小區塊與一個低的, 細長的灰色斑塊，體長可達8公分，棲息在水流快速的河川底層水域，生活習性不明。

## 扩展阅读
維基物種上的相關：佩爾瓦南鰍